# Loveland (Band)
Loveland war eine britische Disco-House-Band der 1990er Jahre, deren größter Hit der 1994 auf einer Single erschienene Titel Let the Music (Lift You Up) ist.

## Biografie
Die Produzenten Paul Taylor, Mark Hadfield und Paul Waterman, Sohn von Pete Waterman, gründeten 1994 das Projekt Loveland. Als Leadsängerin kam Rachel McFarlane dazu, die auf fast allen Veröffentlichungen als Feature genannt wurde.
Mit einer Neuaufnahme der Single Let the Music (Lift You Up), auf der neben McFarlane auch Darlene Lewis zu hören ist, gelang im April 1994 der Einstieg in die englischen Charts, wo das Lied Platz 16 erreichte und somit zum größten Hit der Band wurde. Es folgten (Keep On) Shining / Hope (Never Give Up) im November des Jahres auf Platz 37, I Need Somebody im Januar 1995 auf Platz 21, Don’t Make Me Wait im darauf folgenden Juni auf Platz 22 und The Wonder of Love im September auf Platz 53. Auf dem einzigen Loveland-Album The Wonder of Love, das Mitte 1995 erschien, sind alle Charthits enthalten.
McFarlane veröffentlichte nach der Trennung Lovelands einige Solosingles. Taylor, Hatfield und Waterman arbeiteten weiter als Produzenten und Remixer. Waterman starb im Jahr 2005 nach schwerer Krankheit in einem Krankenhaus.

## Diskografie

### Album
- 1995: The Wonder of Love

### Singles
- 1994: We Got the Love (meets Erik meets Paul Gotel)
- 1994: Let the Music (Lift You Up) (feat. Rachel McFarlane)
- 1994: Let the Music (Lift You Up) (feat. Rachel McFarlane vs. Darlene Lewis)
- 1994: (Keep On) Shining / Hope (Never Give Up) (feat. Rachel McFarlane)
- 1995: I Need Somebody (feat. the Voice of Rachel McFarlane)
- 1995: Don’t Make Me Wait (feat. the Voice of Rachel McFarlane)
- 1995: The Wonder of Love (feat. Rachel McFarlane)